# Румянцев, Александр Иванович (артист балета)
Александр Румянцев (латыш. Aleksandrs Rumjancevs; род. 31 декабря 1952, Рига) — советский артист балета и педагог. Брат Андрея Румянцева.

## Биография
В 1972 году окончил Рижскую хореографическую школу (Педагоги Н. Леонтьева, В. Блинов, Х. Виана Гомес де Фонсе, Я. Грауда, А. Лемберг, А. Драгоне, Я. Капралис). Окончил хореографическое отделение Ленинградской консерватории, учился у профессора И. Долгушина, И. Боярчикова. Имеет степень магистра хореографии (1994).
В 1971—1992 годах — солист балета Латвийской национальной оперы. 1974 −1980 — педагог дуэтного класса в Рижской хореографической школе. 1980—1989 — старший хореограф латвийской сборной по художественной гимнастике. 1990—1996 — руководитель частной студии современного танца «Фантом», с 1996—2002 руководитель частной балетной студии. Вице-президент Латвийской балетной ассоциации. 2002 год — директор административного департамента секретариата по делам интеграции.

## Награды и звания
- Офицер ордена Трёх звёзд[1].
- Лауреат фестиваля «Белые ночи» (3 степень, 1972).
- Почётная грамота Верховного Совета Латвийской ССР (1978).
- Заслуженный артист Латвийской ССР (1980).